# (3704) Gaoshiqi
(3704) Gaoshiqi ist ein Asteroid des Hauptgürtels, der am 20. Dezember 1981 am Purple-Mountain-Observatorium in Nanjing entdeckt wurde. 
Der Asteroid wurde nach Gao Shi-Qi (1905–1988) benannt, der ein bedeutender Faktor in der Volksrepublik China dafür war, Wissenschaft populär zu machen.